# Слєпишев Антон Володимирович
Антон Володимирович Слєпишев (рос. Антон Владимирович Слепышев; 13 травня 1994, м. Пенза, Росія) — російський хокеїст, лівий нападник. Виступає за ЦСКА (Москва) у Континентальній хокейній лізі.
Вихованець хокейної школи «Дизель» (Пенза). Виступав за «Дизель-2» (Пенза), «Металург» (Новокузнецьк), «Кузнецькі Ведмеді», «Толпар».
У складі юніорської збірної Росії учасник чемпіонату світу 2011.
Досягнення
- Бронзовий призер юніорського чемпіонату світу (2011)